# 袁寶璜
袁寶璜（1846年—1896年），字瓌禹，號渭漁，江蘇蘇州府元和縣人，清朝政治人物。袁尊尼裔孫，袁泰生（1822-1860）之子。

## 生平
光緒八年（1882年）壬午科江南鄉試舉人，十八年（1892年）壬辰科二甲第九十四名進士，同年五月授刑部主事，二十二年（1896年）卒於官。與王頌蔚、葉昌熾並稱“蘇州三才子”。

## 著作
通經學、訓詁學、金石學、算術。著有《寄蛣廬遺集》詩兩卷、文兩卷、《袁氏藝文》。同治九年（1870年）與葉昌熾合纂《蘇州府志》。